# Pagliacci (film 1982)
Pagliacci è un film TV del 1982 diretto da Franco Zeffirelli.
Trasposizione televisiva dell'omonima opera lirica di Ruggero Leoncavallo.
La colonna sonora è diretta da Georges Prêtre con l'Orchestra e Coro del Teatro alla Scala di Milano.

## Riconoscimenti
- Emmy Award